# 江门专区
江门专区，中华人民共和国广东省已撤消的行政区，在今广东省西南部。1959年置，专员公署驻高要县（今肇庆市）。辖原属高要专区的肇庆市及高要、四会、云浮、广宁、新兴、罗定、德庆、封川、开建、怀集、郁南11县；原属佛山专区的江门市及新会、台山、恩平、开平、鹤山、高明6县。
同年，专区辖县大调整：
1. 撤销肇庆市，并入高要县；
2. 撤销恩平县，并入开平县；
3. 撤销郁南县，并入罗定县；
4. 撤销云浮县，并入新兴县；
5. 撤销开建县，并入怀集县；
6. 撤销高明、鹤山2县，合并设置高鹤县；
7. 撤销德庆、封川2县，合并设置德封县；
8. 撤销广宁、四会2县，合并设置广四县。

调整后，江门专区辖1市、10县。
1960年，江门专署迁驻江门市。1961年，江门专区改名肇庆专区，专署迁驻肇庆市。